# Эйерс, Кевин
Ке́вин Э́йерс (англ. Kevin Ayers; 16 августа 1944, Херн-Бей, Кент — 18 февраля 2013) — британский вокалист, гитарист, басист, композитор, автор текстов.

## Биография
Свою музыкальную карьеру Эйерс начал в 1963 году в городе Кантербери, вокалистом в любительской группе Wilde Flowers. 1966 года он вошёл в состав коллектива Soft Machine, который покинул в 1968 году, после американского турне. В следующем году Кевин дебютировал с сольным альбомом «Joy Of A Toy», который ему помогли сделать старые коллеги из Soft Machine. Сюрреалистическое-сонливые настроения этой работы определили направление его последующих поисков, а балладные поэмы («Lady Rachel», «Girl On A Swing»), которые происходили из этой пластинки, и сегодня считаются наиболее интересными композициями артиста.
В 1970 году Эйерс сформировал группу The Whole World, в состав которой пригласил Лола Коксхилла (англ. Lol Coxhill) — саксофон, Майка Олдфилда (англ. Mike Oldfield) — гитара и Дэвида Бедфорда (англ. David Bedford) — фортепиано. Их совместная работа — пластинка «Shooting At The Moon» — совмещала традиционные мелодии («May I») с экспериментальными попытками в направлении авангарда («Pisser Dans Un Violin», «Coiores Para Dolores») и этот альбом считают переломным в истории прогрессивного британского рока. Вскоре после его выхода Коксхилл покинул группу. Хотя Олдфилд и Бедфорд ещё участвовали в записи альбома «Whatevershebringswesing», однако сам Эйерс потерял вкус к дальнейшим музыкальным экспериментам во время работы над этим альбомом. Пластинка «Bananamour» подтвердила неопределенность артиста между его творческими потребностями и рыночным успехом.
В 1974 году появился альбом «June 1st 1974», который был записью концерта лондонском театре «Rainbow», где ему помогали Джон Кейл, Нико и Брайан Ино. Вся эта компания выступила под общим названием «ACNE» (по первым буквам фамилий музыкантов). Следующие альбомы Эйерса «Sweet Deceiver», «Yes We — Have No Mananas» и «Rainbow Takeaway» получились очень неровными.
Позже музыкант записывался редко, предпочитая работе в студии длительные отпуски на средиземноморском побережье. Однако несмотря на то, что Эйерс потерял интерес массового слушателя, ему все же удалось создать круг сторонников, зачарованных творческими поисками артиста, доказательством этого является популярность его альбомов на грани восьмидесятых и девяностых годов.
Эйерс умер во сне 18 февраля 2013 года в Монтольё, во Франции, в возрасте 68 лет.

## Дискография

### Альбомы
| Название                                                      | Лейбл           | Дата выпуска   |
| ------------------------------------------------------------- | --------------- | -------------- |
| The Soft Machine (with Soft Machine)                          | ABC/Probe       | Dec 1968       |
| Joy of a Toy                                                  | Harvest         | Nov 1969       |
| Shooting at the Moon                                          | Harvest         | Oct 1970       |
| Whatevershebringswesing                                       | Harvest         | Nov 1971       |
| Bananamour                                                    | Harvest         | May 1973       |
| The Confessions of Dr. Dream and Other Stories                | Island          | May 1974       |
| June 1, 1974 (with Nico, John Cale and Brian Eno)             | Island          | Jun 1974       |
| Lady June's Linguistic Leprosy (with Lady June and Brian Eno) | Caroline/Virgin | Nov 1974       |
| Sweet Deceiver                                                | Island          | Mar 1975       |
| Yes We Have No Mañanas (So Get Your Mañanas Today)            | Harvest         | Jun 1976       |
| Rainbow Takeaway                                              | Harvest         | Apr 1978       |
| That's What You Get Babe                                      | Harvest         | Feb 1980       |
| Diamond Jack and the Queen of Pain                            | Charly          | Jun 1983       |
| Deià...Vu                                                     | Blau            | Mar 1984       |
| As Close As You Think                                         | Illuminated     | Jun 1986       |
| Falling Up                                                    | Virgin          | Feb 1988       |
| Still Life with Guitar                                        | FNAC            | January 1992   |
| The Unfairground                                              | LO-MAX          | September 2007 |

### Синглы
| Название                                   | Лейбл             | Дата выпуска |
| ------------------------------------------ | ----------------- | ------------ |
| Love Makes Sweet Music (with Soft Machine) | Polydor           | Feb 1967     |
| Joy of a Toy (with Soft Machine)           | ABC/Probe (USA)   | Nov 1968     |
| Singing a Song in the Morning              | Harvest           | Feb 1970     |
| Butterfly Dance                            | Harvest           | Oct 1970     |
| Stranger in Blue Suede Shoes               | Harvest           | Aug 1971     |
| Oh! Wot A Dream                            | Harvest           | Nov 1972     |
| Don't Let It Get You Down                  | Harvest (FR)      | Nov 1972     |
| Caribbean Moon                             | Harvest           | Apr 1973     |
| The Up Song                                | Island            | Feb 1974     |
| Day by Day                                 | Island (NL)       | Feb 1974     |
| After The Show                             | Island            | Jul 1974     |
| Falling in Love Again                      | Island            | Feb 1976     |
| Stranger in Blue Suede Shoes (reissue)     | Harvest           | Feb 1976     |
| Star                                       | Harvest           | Apr 1977     |
| Mr Cool                                    | ABC (USA)         | Apr 1977     |
| Money Money Money                          | Harvest           | Feb 1980     |
| Animals                                    | Columbia (ES)     | 1980         |
| My Speeding Heart                          | Charly            | 1983         |
| Who's Still Crazy                          | WEA (ES)          | 1983         |
| Stop Playing with My Heart                 | Blau (ES)         | 1984         |
| Stepping Out                               | Illuminated       | 1986         |
| Am I Really Marcel?                        | Accidentales (ES) | 1988         |
| The Best We Have                           | Accidentales (ES) | 1988         |
| Thank You Very Much                        | FNAC              | 1992         |
| Baby Come Home                             | LO-MAX            | Sep 2008     |

### Сборники и концертные записи
- Odd Ditties (Harvest 1976) (a collection of rarities and unreleased tracks)
- The Kevin Ayers Collection (SFM 1983)
- Banana Productions: The Best of Kevin Ayers (EMI 1989)
- BBC Live in Concert (Windsong 1992)
- Document Series Presents Kevin Ayers (Connoisseur Collection 1992)
- 1969-80 (Alex 1995)
- First Show in the Appearance Business: The BBC Sessions 1973—1976 (Strange Fruit 1996)
- The Garden of Love with Mike Oldfield and Robert Wyatt (Voiceprint 1997)
- Singing the Bruise: The BBC Sessions, 1970—1972 [live] (Strange Fruit 1998)
- Too Old to Die Young: BBC Live 1972—1976 (Hux 1998)
- Banana Follies (Hux 1998)
- Turn the Lights Down (live) with the Wizards of Twiddly (Market Square 2000)
- The Best of Kevin Ayers (EMI 2000)
- Didn’t Feel Lonely Till I Thought of You: The Island Records Years (Edsel 2004)
- Alive In California (Box-O-Plenty Records, November 2004)
- BBC Sessions 1970—1976 (Hux 2005)
- Some Kevin Ayers (white label promo 2007)
- Songs For Insane Times: An Anthology 1969—1980 (EMI, September 2008)

## Источник
- Кевин Эйерс в музыкальной энциклопедии All Music Guide.